# Strube-Bahn
Strube-Bahn – dawna kolej polowa przedsiębiorstwa rolnego Strube w Schlanstedt w niemieckim kraju związkowym Saksonia-Anhalt, która łączyła dworzec Eilenstedt na linii Jerxheim – Nienhagen z budynkami gospodarczymi wspomnianego przedsiębiorstwa. Linia była jednotorowa i niezelektryfikowana. Do współczesnych czasów zachował się fragment torów wykorzystywany przez muzeum, pozostała część linii została rozebrana.

## Historia
W 1879 r. założono przedsiębiorstwo rolne Strube w Schlanstedt. Wkrótce po otwarciu firmy okazało się, że istnieje konieczność transportowania produktów poza siedzibę firmy. W tym czasie kolej polowa Rimpau-Bahn była dopiero w trakcie budowy. Normalnotorowa linia kolejowa Jerxheim – Nienhagen była oddalona od zakładów o 3 kilometry, dlatego też zakład nie miał bezpośredniego połączenia kolejowego. W 1915 r. powstała kolej polowa, która połączyła budynki gospodarcze przedsiębiorstwa rolnego w Schlanstedt z dworcem Eilenstedt, gdzie istniała możliwość przeładunku towarów z kolejki na normalnotorowe wagony towarowe. Kolej polową obsługiwano początkowo składami ciągniętymi przez lokomotywy parowe, później zastąpiono je lokomotywami spalinowymi typu Deutz OMZ 117. W latach 60. XX wieku transport towarów przejęły samochody dostawcze, a linię kolejową w większości rozebrano.

## Przebieg trasy
Od dworca Eilenstedt linia przebiegała na północ w kierunku Schlanstedt. Od dawnego skrzyżowania z Rimpau-Bahn stary przebieg linii pokrywał się ze współczesną linią muzealną. Następnie od linii odgałęziała się bocznica do składu nasion buraków z łącznicą do magazynu nawozów. Ostatecznie linia docierała do dzisiejszego dworca muzealnego, za którym kończy się linia muzealna i z którego dawniej prowadziła bocznica do spichlerza zbożowego.

## Stan dzisiejszy
Na początku lat 90. XX wieku Strube-Bahn została reaktywowana przez miłośników kolejek polowych. W lipcu 1993 r. miały miejsce pierwsze próbne przejazdy pociągów po linii. W 1996 r. dokonano oficjanego otwarcia linii muzealnej Strube-Museumsfeldbahn o długości 1 km. Znaczna część przebiegu linii muzealnej pokrywa się z dawnym przebiegiem Strube-Bahn.